# Ce-i cu Andy?
Ce-i cu Andy? (engleză What's With Andy?) este un serial de animație bazat pe seria de cărți Just! de Andy Griffiths care a debutat la 30 iunie 2001 și s-a terminat pe 4 martie 2007 cu trei sezoane și 78 de episoade. Serialul a fost difuzat pe Fox Kids/Jetix în Europa, Teletoon în Canada, și Super RTL în Germania.

## Personajele
- Andrew „Andy” Larkin este un farsor, care se autointitulează "maestrul farselor". O place foarte mult pe Lori Mackney și încearcă să o cucerească cu cele mai bune farse.
- Lori Mackney este prietena lui Andy. De multe ori îl consideră pe Andy un copil imatur, din cauza farselor pe care el le face dar adevărul este că îi place de Andy.
- Daniel „Danny” Tadeus Pickett este mâna dreaptă a lui Andy. Deși intră mereu în necazuri, tot îi place să păcălească oamenii la fel ca și partenerul lui.
- Jennifer „Jen” Larkin este majoreta căreia nu-i plac farsele lui Andy. Și ea îl consideră pe Andy un copil imatur. Ea îl place foarte mult pe Craig Bennett. Ea este sora lui Andy și deseori încearcă să îl demaște sau să îi oprească farsele.
- Teri este o fată de culoarea mai închisă la piele este majoreta căreia îi place și ei de Craig Bennett ca și prietena ei Jen. Dar acum îi place de prietenul cel mai bun a lui Craig.
- Peter Lik și Andrew Leech (Lik și Leech) sunt capii răutăților. De multe ori îi terorizează pe alți elevi.
- Craig Bennett este băiatul atlet mult râvnit de toate studentele din liceu, cu părul blond și mulți mușchi.
- Jervis Coltrane este rivalul lui Andy deoarece își dorește să fie prietenul lui Lori, ca și el, iar Andy reușește mereu să-i facă farse. El este foarte bogat și visează să aibă o carieră în politică.
- Martin Bonwick are unele sechele de când a fost bătut în școală de unii dintre colegii lui pentru două zile. Este un tocilar foarte fricos și plângăcios.
- Victor „Vic” Muskowitz (Mush) este omul care aduce pizza celor doi farsori. Este bun prieten cu ei și îi ajută uneori în aplicarea farselor.
- Steve Rowgee Jr. este un polițist incompetent, fiul lui Steve Rowgee Sr.
- Steve Rowgee Sr. este tatăl lui Steve Rowgee Jr. Este destul de bătrân și îi comandă fiului său ce să facă.
- Directorul DeRosa este directorul sever al școlii, care pare obsedat de a-i pedepsi pe Andy și Danny.
- Domnul Hutchins este unul din profesorii școlii și este de multe ori victima farselor lui Andy și Danny.
- Primarul Henry K. Roth este primarul orașului East Gackle.
- Primarul Simms este primarul orașului West Gackle îl are ca rival pe Primarul Henry K. Roth când au jucat golf împreună și Andy a trebuit să fie cărăușul primarului din East Gackle nu prea l-a ajutat de fapt fiindcă i-a făcut o farsă și lui dar și primarului din West Gackle.
- Norman Larkin este bunicul lui Andy și Jen, au aflat despre el Andy și Danny în sezonul 3 că și lui îi plac farsele, le-a și făcut o farsă lui Andy și Danny ei dorind să se răzbune pe el cu aceleași arme însă avea o bandă de bătrâni cu el bunicul și nu au reușit Andy și Danny să-i facă farse.
- Doamna DeRosa este soția directorului sever al școlii unde învață Andy și Danny.
- Doamna Wibbles este secretara directorului sever al școlii unde învață Andy și Danny.Odată când au vrut să facă Andy și Danny farsa cu pinguinii și a întrebat-o dacă poate să pună cutiile acelea la rece cum le-a spus vânătorul care le-a trimis cutiile așa le-a spus să le pună la rece și a întrebat Andy dacă poate pune cutiile alea la rece ea a spus că da dar să se întoarcă să-și termine pedeapsa.
- Bryan este rivalul lui Andy i-a făcut multe farse lui Andy dar acesta nu s-a lăsat mai prejos; a vrut să-i facă farse și lui fiindcă voia să o i-a pe Lori prietena lui Andy, Lori însă a zis despre Bryan că e cuminte și că nu face farse dar apoi și-a dat seama și s-a supărat rău pe Bryan însă nu a renunțat să-l păcălească pe Andy și nu numai pe Andy l-a păcălit dar și pe Craig care le desenase mustăți colegilor săi de la hochei și lui. Când a văzut imaginea a turbat punându-i la sfârșit pe Andy și Bryan să spele rufele lor fiindcă miroseau foarte urât adică șorturile tricourile și șosetele și apoi să le împerechieze Andy însă se bucura că a fost pedepsit rivalul său dar nu a scăpat nici el de pedeapsă fiindcă și el a făcut farse dar Bryan însă fiindcă a desenat mustăți Craig i-a dat un pumn în ochi și l-a învinețit bine.
- Clyde este măturătorul școlii.
- Domnul Leech este tatăl lui Leech.
- Louella Berman este prietena cea mai bună a lui Frieda.
- Frieda Larkin este mama lui Andy careia nu îi plac farsele
- Al Larkin este tatăl lui Andy care, uneori, este de acord cu farsele lui Andy când nu sunt împotriva lui.

## Lista de episoade

### Primul sezon
- 1. Doar umplutura
- 2. Lipicios și cleios
- 3. Bate bomba
- 4. Rimele
- 5. Bătaia cu mâncare
- 6. Depantalonizare / Făcând pe mortul
- 7. Spectacolul trebuie să continuie
- 8. Maneta pentru oprirea de urgență / Abține-te, doar n-o să faci pe tine!
- 9. O idee foarte proastă / Gândaci
- 10. Venea din East Gackle
- 11. Campanie electorală
- 12. Călătoria / Operațiunea Zăpada
- 13. Cei mai buni dușmani
- 14. Mascota
- 15. Primarul puști
- 16. Yeti pitic / A venit bunicul
- 17. Bandiții nemascați
- 18. Marea blocadă americană
- 19. Tinerii visători
- 20. Farse cât cuprinde
- 21. Societatea regală secretă de zombie (episod de Halloween)
- 22. Fă tot ce poți
- 23. Un pitic pentru vacanță
- 24. Haos fericit (episod de Crăciun)
- 25. Chestii de speriat
- 26. Răspunsurile
- Al doilea sezon
- 27. Ce-i cu Jean-Thomas?
- 28. Norocosul
- 29. Fructul muzical
- 30. Dă-i înainte, Andy!
- 31. Fiasco cu hârtie igienică
- 32. O situație lipicioasă
- 33. Păzea!
- 34. Concursul de atletism
- 35. Jocurile minții
- 36. Infirmiera Jen (episod în memoria lui Jaclyn Linetsky)
- 37. Nu mânca zăpadă galbenă
- 38. Andysaurus Rex
- 39. Melasa

- 40. O cuplare făcută în East Gackle
- 41. Luminile... Camera... Ooops!
- 42. Puști nou în branșă
- 43. Rece ca piatra
- 44. Mâncare pentru a gândi
- 45. Povara responsabilității
- 46. Viața e un vechi tovarăși de loterie
- 47. Cutia lui Barbă-albastră
- 48. Zdreanță cel poznaș
- 49. Dragul tatei
- 50. Petrecerea
- 51. Pregătiți pentru plecare
- 52. Mr. E.G. merge la Moosehoof
- Al treilea sezon
- 53. Farse romantice
- 54. Farsa lui Andy în bucătărie
- 55. Originea farselor
- 56. Nu trageți în mesager
- 57. Înfricoșătoarea Teri (episod de Halloween)
- 58. Petrecere aniversară
- 59. Cum să dobori un cerb
- 60. Concursul îndrăgostiților
- 61. Spart în bucățele
- 62. Mă păcălește, nu mă păcălește
- 63. Premiul pentru farse
- 64. La fermă
- 65. Studentul străin
- 66. Tăticul!
- 67. Știri de ultimă oră
- 68. Băiatul care a strigat ham
- 69. O glumă cu stafii
- 70. O farsă bună merită încă una bună
- 71. Lurks în pivniță
- 72. Savurează glumele
- 73. Zilele de vară pline de farse
- 74. Farsa cadou (episod de Crăciun)
- 75. Mania de a face farse
- 76. Farsa care nu s-a petrecut niciodată
- 77. Stăpâna mamă
- 78. O farsă trecătoare